# Claysville
Claysville är en ort i Washington County i delstaten Pennsylvania. Orten har fått namn efter politikern Henry Clay. Vid 2010 års folkräkning hade Claysville 829 invånare.